# SN 2004bo
SN 2004bo – supernowa typu Ia odkryta 30 kwietnia 2004 roku w galaktyce E576-G54. W momencie odkrycia miała maksymalną jasność 17,00m.